# Paixão e Acaso
Paixão e Acaso é um filme brasileiro de 2013, do gênero drama e romance, dirigido e escrito por Domingos de Oliveira. É protagonizado por Vanessa Gerbelli, Pedro Furtado e Aderbal Freire Filho.

## Sinopse
A psicanalista Inês (Vanessa Gerbelli) é atormentada pelo fantasma de seu pai, Victor (Aderbal Freire Filho), que ainda conversa com ela. Entre seus vários pacientes, estão Otávio, um empresário com uma vida corrida, e Tavares, um homem que é vítima de suborno. Inês, enquanto tenta trabalhar os conflitos de seus pacientes, conhece dois novos pacientes, por quem se apaixona ao mesmo tempo. Porém, ela  não sabe que eles são pai e filho.

## Elenco
| Ator/Atriz            | Personagem |
| Vanessa Gerbelli      | Inês       |
| Aderbal Freire Filho  | Victor     |
| Pedro Furtado         | Fábio      |
| Duaia Assumpção       | Glória     |
| Camilo Beviláqua      |            |
| Domingos de Oliveira  |            |
| Clarice Derziê        |            |
| Cecília Lage          |            |
| Luiz Machado          |            |
| Tatiana Muniz         |            |
| José Roberto Oliveira |            |
| Matheus Souza         | narrador   |

## Produção
Trata-se de uma produção realizada com poucos recursos financeiros e em parceria entre amigos, como é feito em outras obras do cineasta Domingos de Oliveira. A companhia produtora e distribuidora é a Forte Filmes.

## Recepção

### Crítica dos especialistas
Matheus Bonez, do site Papo de Cinema, escreveu: Com um roteiro (do próprio diretor) repleto de falhas, apesar de diálogos interessantes, ora engraçados, ora provocativos, "Paixão e Acaso" termina por se tornar um filme de algumas cenas que valem o ingresso." Do O Globo, Consuelo Lins disse: "[...] A trama não possui a densidade existencial dos clássicos de Domingos [Oliveira, o diretor] e se dispersa em personagens secundários, que flertam com um tipo de humor criticado pelo próprio diretor em comédias do cinema brasileiro atual. Há contudo bons momentos em que reencontramos o cineasta em plena forma e o vigor de um certo modo de praticar cinema".

### Prêmios e indicações
- 2013 - Festival de Cinema de Maringá

Melhor Atriz para Vanessa Gerbelli
- 2013 - Festival Brasil Cinema Internacional

Melhor Atriz Principal para Vanessa Gerbelli
Melhor Atriz Coadjuvante para Duaia Assunção